# Fresquiennes
Fresquiennes is een gemeente in het Franse departement Seine-Maritime (regio Normandië) en telt 979 inwoners (1999). De plaats maakt deel uit van het arrondissement Rouen.

## Geografie
De oppervlakte van Fresquiennes bedraagt 13,4 km², de bevolkingsdichtheid is 73,1 inwoners per km².
De onderstaande kaart toont de ligging van Fresquiennes met de belangrijkste infrastructuur en aangrenzende gemeenten.

## Demografie
Onderstaande figuur toont het verloop van het inwonertal (bron: INSEE-tellingen).

1. ↑  Populations de référence 2022.